# Haixix

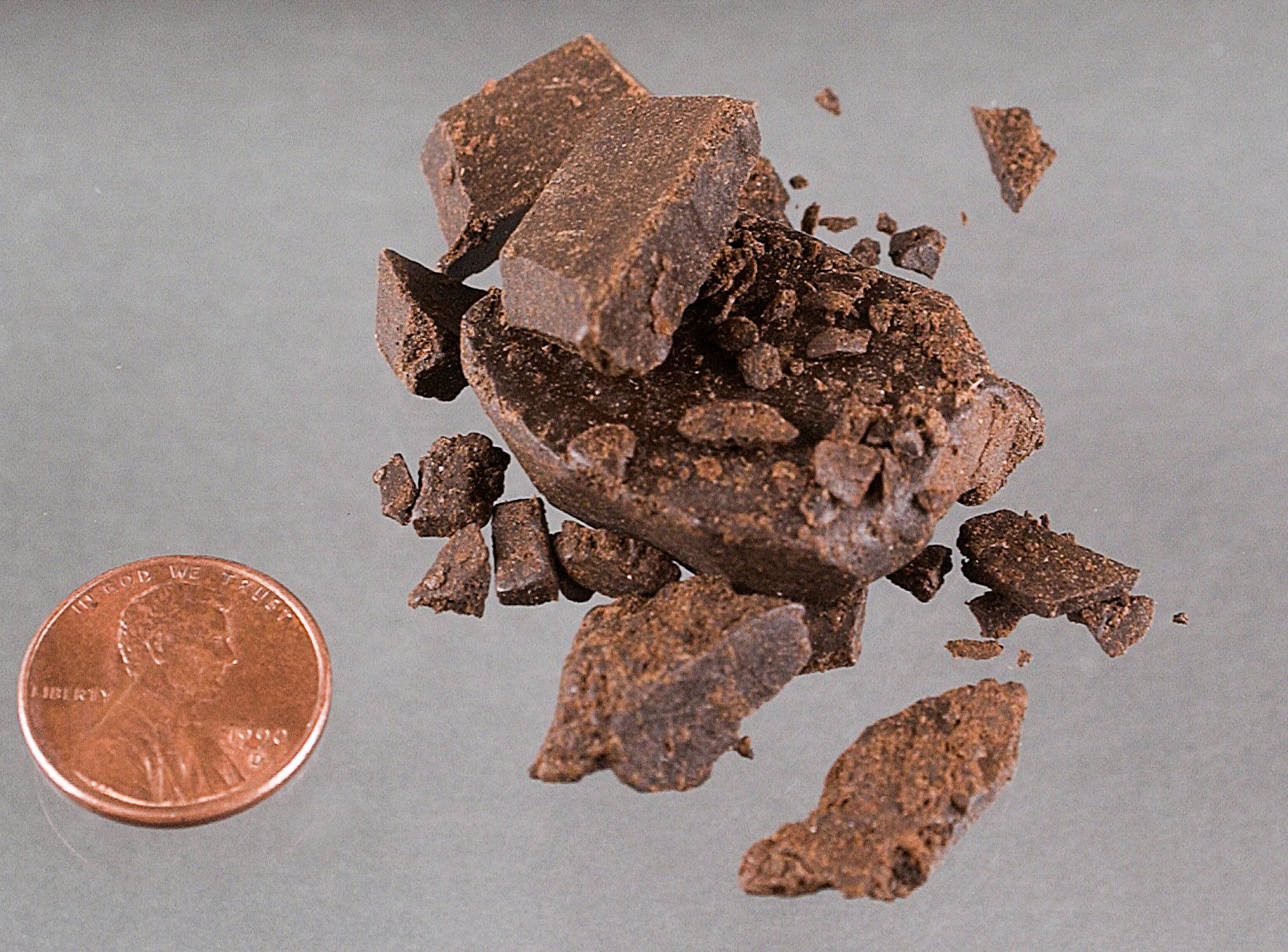
Haixix de baixa qualitat

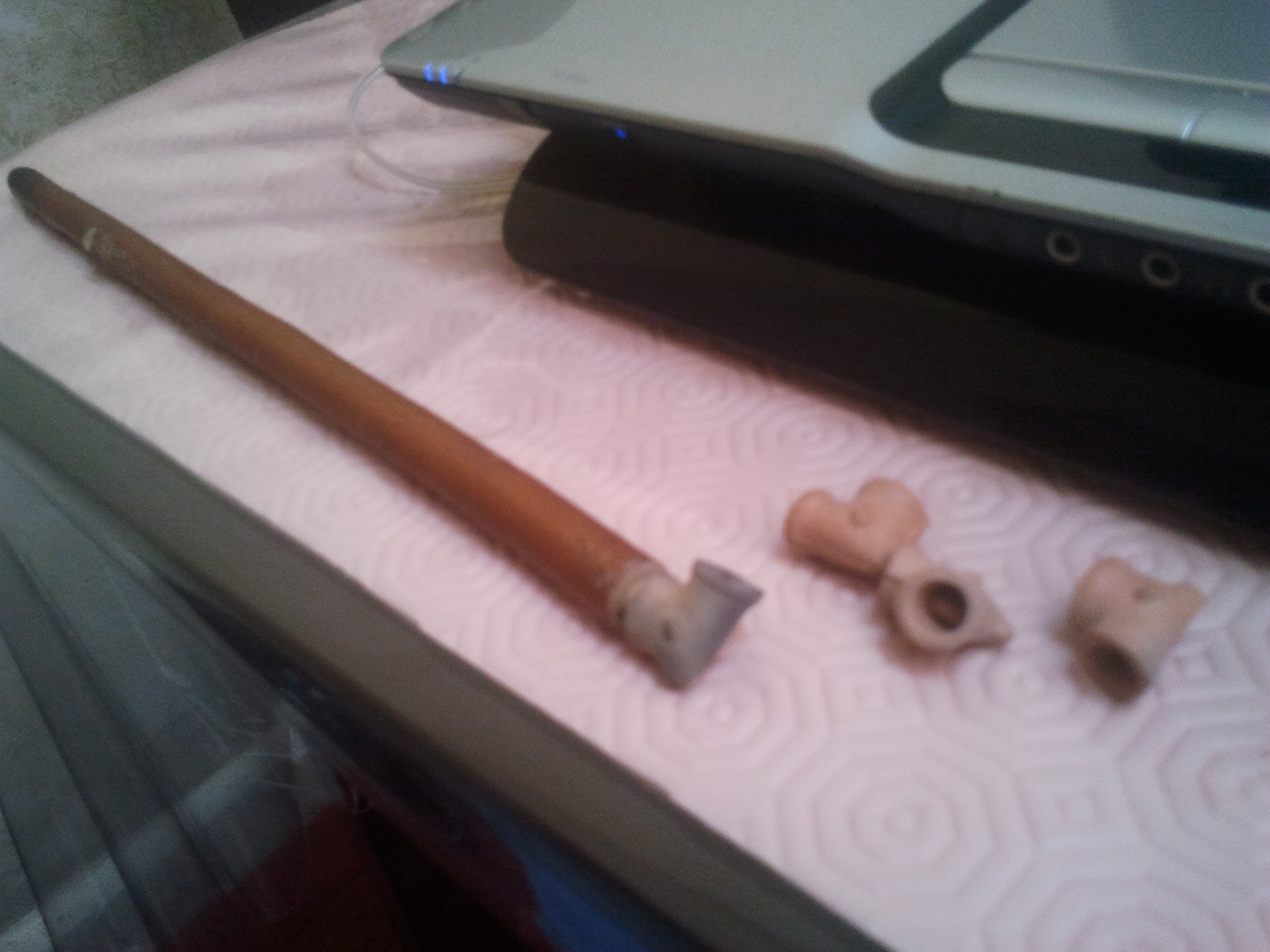
Sebsi (Marroc)

L'haixix (de l'àrab حشيش hashish, "herba") és una oleoresina feta per compressió i processant parts de la planta cànnabis, normalment centrada en els brots florals (flors femenines) que contenen la majoria de tricomes. Als Països Catalans, l'haixix s'anomena de moltes maneres segons la seva qualitat: xocolata, barreta, ou, paquistanès, pol·len, pedra (alta qualitat), apaleao, Jerna (baixa qualitat), fitxa, costo i grifa (genèric), Kif (anys 70).
D'aspecte sòlid, es fa mal·leable en escalfar-la. Se sol mastegar o fumar en pipa, barrejat amb tabac o brots de cànnabis.
L'haixix no produïx un efecte diferent del de la marihuana, sinó més potent i potencialment perjudicial per als pulmons degut al fet que a Europa generalment és barrejat amb tabac, el que implica major presència de quitrà en fer combustió.
Principalment, és produït a la vall del Rif (Marroc) i a l'Afganistan.
La consistència i l'aspecte de l'haixix varien segons el procés i la quantitat de material vegetal sobrant (per exemple, clorofil·la). Normalment és sòlid, tot i que la seva consistència va des de fràgil fins a mal·leable. Normalment és de color marró clar o fosc, tot i que pot semblar transparent, groc, negre o vermell.